# نيتسان هورويتز
نيتسان هورويتز (مواليد 24 فبراير 1965) هو صحفي سابق وسياسي إسرائيلي يشغل حالياً منصب وزير الصحة منذ 2021.